# Archana
Archana ist ein weiblicher Vorname.

## Herkunft und Bedeutung
Indien: lobpreisen

## Bekannte Namensträgerinnen
- Archana Deodhar (* 1971), indische Badmintonspielerin
- Archana Panjabi (* 1972), britische Schauspielerin indischer Abstammung